# 安同
安 同（あん どう、生年不詳 - 429年）は、五胡十六国時代から北魏にかけての官僚・軍人。本貫は遼東郡。安世高の子孫とされる。

## 経歴
前燕の殿中郎将の安窟の子として生まれた。前秦が前燕を滅ぼすと、安同は父の友人の公孫眷（劉庫仁の妻の兄）に従って商売して各地を巡り、拓跋珪に会って才能を見出され側近に仕えることとなった。386年（登国元年）、拓跋珪の命を受けて長孫賀曼とともに慕容垂のもとにおもむいて兵を徴募することとなった。長孫賀曼が拓跋窟咄のもとに逃げ込んだため、安同は間道を通って中山に到着した。慕容垂は子の慕容麟に兵6000をつけて派遣した。安同は慕容垂の使者の蘭紇を連れて帰国しようとしたが、牛川で拓跋窟咄の甥の拓跋意烈に襲われたため、商人の荷物の中に隠れひそみ、慕容麟のもとに逃げ込んだ。帰国すると、拓跋珪と慕容麟の軍の合流のため双方の陣を往来した。外朝大人となり、和跋らとともに禁中に出入りし、庶務をつかさどった。道武帝（拓跋珪）の功臣として、妻妾や戸口を賜り、広武将軍の位を加えられた。
402年（天興5年）、道武帝の西征に従軍して、姚平を柴壁に攻撃すると、姚興が姚平を救うべく援軍を発したため、道武帝は包囲陣を強化して姚興をはばもうとした。安同は姚興が汾水の西からやってくると断言し、西岸に強固な陣地を築くよう道武帝に進言した。道武帝が安同の進言どおりにすると、姚興は姚平が殲滅されるのを救うことができなかった。功績により安同は北新侯の爵位を受け、安遠将軍の位を加えられた。命を受けて後秦の越騎校尉の唐小方らを長安に送った。
409年（天賜6年）、清河王拓跋紹が道武帝を殺害すると、安同は城外の拓跋嗣と連絡して、職人や芸人を集め、鳴り物を催して拓跋嗣を迎えた。明元帝（拓跋嗣）が即位すると、安同は南平公長孫嵩とともに民衆の訴訟を裁いた。411年（永興3年）、肥如侯賀泥とともに并州・定州や諸山を巡察して、雑胡や丁零の不満を聞き、官吏の不法行為を調べた。安同が并州に到着すると、并州の官吏に不法な利益を貪る者が多いことを報告し、処断について明元帝の許諾をえて、汚職官吏を一掃した。安同は東方の井陘に出て、鉅鹿に到着すると、4戸に1人の民を徴発して、大嶺山を整備して、天門関を通し、また宋子に塢を築いて、郡県の治安を安定させようとした。賀護は安同が民心を得ているのを嫉み、安同が築城にかこつけて人夫を集め、反乱を図っていると誣告させた。明元帝は安同の身柄を拘束させ、檻車に乗せて召還した。朝廷の議論は安同が勝手に民衆を徴発したことを責めるものであったが、明元帝は安同の専断の非を認めつつ、叛意の認められなかったために釈放した。
明元帝のとき、安同の長男の安屈は典太倉事をつとめたが、親のために官のうるち米数石を盗んで供そうとした。安同は激怒して、安屈の処刑を求めて上奏し、あわせて子を教誡できなかった自らを弾劾して処罰を願い出た。明元帝は安同父子の罪を許し、安同にうるち米を給付することとした。
422年（泰常7年）、泰平王拓跋燾が監国となり、朝政をみるようになると、安同は左輔となって補佐した。明元帝が南朝宋を討つと、安同は右光禄大夫の位を受けた。拓跋燾が北方に軍を進めると、安同は安定王拓跋弥とともに平城の留守をつとめた。423年（泰常8年）、太武帝（拓跋燾）が即位すると、安同の爵位は高陽公に進み、光禄勲に任じられた。まもなく征東大将軍・冀青二州刺史となった。
晩年は冀州にあって、貨殖にふけり、大規模な寺塔の建築事業を興して民衆を苦しめた。429年（神䴥2年）、死去した。高陽王の位を追贈され、諡は恭恵といった。

## 子女
- 安屈
- 安原（侍中・尚書左僕射・征南大将軍・河間公）
- 安頡
- 安聡（内侍）
- 安薩（龍驤将軍・給事黄門侍郎・広宗侯）

## 伝記資料
- 『魏書』巻30 列伝第18
- 『北史』巻20 列伝第8